# Carl Cannabich
Carl Cannabich (Mannheim, 1764 - Múnic, 1806) fou un compositor alemany, fill del també músic Christian Cannabich (1731-1798).
Després de viatjar arreu del seu país i per Itàlia entrà en l'orquestra del teatre de la cort de Múnic; després passà a Frankfurt del Main com a director d'aquella orquestra, retornant a Múnic amb el mateix càrrec, on estrenà les òperes Orfeus i Palmer y Amalia, que foren molt ben rebudes; a més, se li deuen, una simfonia a gran orquestra, diverses col·leccions de lieder i canzonette italianes, duos i trios per a instruments de corda, etc.